# Municipio de Wharton (Arkansas)
El municipio de Wharton (en inglés: Wharton Township) es un municipio ubicado en el condado de Madison en el estado estadounidense de Arkansas. En el año 2010 tenía una población de 418 habitantes y una densidad poblacional de 4,7 personas por km².

## Geografía
El municipio de Wharton se encuentra ubicado en las coordenadas 36°0′31″N 93°37′10″O / 36.00861, -93.61944. Según la Oficina del Censo de los Estados Unidos, el municipio tiene una superficie total de 88.86 km², de la cual 88,47 km² corresponden a tierra firme y (0,43 %) 0,38 km² es agua.

## Demografía
Según el censo de 2010, había 418 personas residiendo en el municipio de Wharton. La densidad de población era de 4,7 hab./km². De los 418 habitantes, el municipio de Wharton estaba compuesto por el 98,8 % blancos, el 1,2 % eran amerindios. Del total de la población el 0,48 % eran hispanos o latinos de cualquier raza.